# I Don't Know (film)
I Don't Know è un cortometraggio del 1971 diretto da Penelope Spheeris.

## Trama
Relazione tra una lesbica e un uomo transgender.

## Riconoscimenti
- Festival Internazionale del Cinema di Melbourne 2019
- Viennale 2008